# ماريا خوسيه ألفونسو
ماريا خوسيه ألفونسو (بالإسبانية: María José Alfonso)‏ هي ممثلة إسبانية، ولدت في 17 مارس 1940 في مدريد في إسبانيا.

## وصلات خارجية
- ماريا خوسيه ألفونسو على موقع IMDb (الإنجليزية)
- ماريا خوسيه ألفونسو على موقع ألو سيني (الفرنسية)
- ماريا خوسيه ألفونسو على موقع قاعدة بيانات الفيلم (الإنجليزية)